# Emil Breitinger
Emil Breitinger (* 15. Oktober 1904 in Feuchtwangen, Bayern; † 1. Mai 2004) war ein deutscher Humanbiologe.
Während seines Studiums wurde Breitinger 1923 Mitglied der Münchener Burschenschaft Arminia, aus der er 1957 austrat. Er wurde 1933 an der Universität München bei Theodor Mollison zum Dr. phil. promoviert und habilitierte sich dort 1939 in Anthropologie. Danach war Dozent und seit 1940 a.o. Professor für Biologie der Leibesübungen an der Universität München. Breitinger beantragte am 2. Juli 1937 die Aufnahme in die NSDAP und wurde rückwirkend zum 1. Mai desselben Jahres aufgenommen (Mitgliedsnummer 4.590.084), er war zudem SS-Oberscharführer und Schulungsleiter im Rasse- und Siedlungshauptamt der SS.
Er war ab 1957 an der Universität Wien als Nachfolger von Josef Weninger ordentlicher Professor für Anthropologie (Humanbiologie). Er beschäftigte sich auch mit fossilen Hominiden. Breitinger war wirkliches Mitglied der Österreichischen Akademie der Wissenschaften.

## Veröffentlichungen (Auswahl)
- Die rassische Zusammensetzung des deutschen Volkes (= Lichtbilder-Vorträge aus dem Gebiet der Vererbungslehre, Rassenkunde und Rassenpflege. Band 4). J. F. Lehmanns, München 1934.
- Körperform und sportliche Leistung Jugendlicher. Körpermasse, sportliche Leistungen und deren korrelative Abhängigkeit bei 3319 Schülern Münchener höherer Lehranstalten. Dissertation, Triltsch, Würzburg 1934.
- Zur Berechnung der Körperhöhe aus den langen Gliedmaßenknochen. In: Anthropologischer Anzeiger. 14, 1937, S. 249–279.
- Das Schädelfragment von Swanscombe und das "Praesapiensproblem". In: Mitteilungen der Anthropologischen Gesellschaft Wien 84/85, 1955, S. 1–45.
- Zur phyletischen Evolution von Homo sapiens. In: Anthropologischer Anzeiger. 21, 1957, S. 62–83.
- Zur gegenwärtigen Kenntnis der ältesten Hominiden. In: Anzeiger der Österreichischen Akademie der Wissenschaften, phil.-hist. Klasse. 1962, S. 169–207.
- Depressio biparietalis circumscripta chez les anciens Égyptiens. In: Bulletins et Mémoires de la Société d'Anthropologie de Paris 13, série 10, 1983, 71-79.
- Sulcus praeauricularis und Sulcus praesymphysialis als Fertilitätszeichen. In: Annalen des Naturhistorischen Museums in Wien. Band 91A, 1990, S. 63–78 (zobodat.at [PDF; 5 MB]).